# 212 هـ
212 هـ هي سنة في التقويم الهجري إمتدت مقابلةً في التقويم الميلادي بين سنتي 827 و828.

## أحداث
- المأمون يظهر القول بخلق القرآن وتفضيل على على سائر الصحابة.
- تعيين محمد بن حميد الطوسي لمحاربة بابك الخرمي
- الأمير عبد الرحمن بن الحكم يقيم على الضفة اليمنى لنهر الوادي الكبير بقرطبة طريقا ساحليا عرف بالرصيف.
- تولية علي بن محمد دولة الأدارسة.
- ثورة أحمد بن محمد العمري المعروف بأحمر العين على المأمون في اليمن وتعيين أبي الرازي محمد بن عبد الحميد لمحاربته.
- جيوش الأندلس تغزو الفرنجة وتصل حتى برشلونة وتقاتل أهلها شهرين ثم تعود.
- عبد الله بن طاهر قائد المأمون يحاصر أهل الربض الذين استولوا على الإسكندرية، ويعطيهم الأمان بشرط الرحيل عنها، فيرحلون إلى جزيرة كريت فينتزعونها من أيدي البيزنطيين، فيولون عليها زعيمهم أبا حفص عمر البلوطي ويؤسسون إمارةً لهم بالجزيرة.
- زيادة الله الأغلبي يغزو جزيرة صقلية بقيادة قاضي القيروان أسد بن الفرات، فيثبت أقدامه في المازرة ومينيو مقابل الساحل التونسي.

## مواليد
- علي بن محمد الهادي

## وفيات
- عبد الملك بن عبد العزيز الماجشون